# Hywel Davies
Hywel Davies (Cardigan, 1957) è un fantino britannico, vincitore di 761 corse in sedici anni di carriera..

Fu sotto contratto con Tim Forster per otto anni alle scuderie Letcombe Bassett vicino a Lambourn, nel Berkshire. Divenne poi un jockey freelance e corse per molti altri allenatori, come Josh Gifford e Nicky Henderson. Vinse il Grand National del 1985, sul cavallo Last Suspect, outsider quotato 50-1. Si ritirò nel 1994 all'età di 37 anni.
Fra i suoi successi più importanti ci sono anche:
- Hennessy Gold Cup 1989
- Whitbread Gold Cup 1992
- Peterborough Chase 1986
- Queen Mother Champion Chase 1990
- Whitbread Gold Label Cup 1986